# Championnats de France d'athlétisme 1978
Navigation
Championnats 1977 Championnats 1979
Les Championnats de France d'athlétisme 1978 ont eu lieu du 21 au 23 juillet 1978 à Paris. 

## Palmarès
| Discipline        | Hommes                | Hommes        | Femmes                | Femmes       |
| ----------------- | --------------------- | ------------- | --------------------- | ------------ |
| 100 m             | Hermann Panzo         | 10 s 50       | Chantal Réga          | 11 s 49      |
| 200 m             | Pascal Barré          | 21 s 28       | Chantal Réga          | 23 s 25      |
| 400 m             | Francis Demarthon     | 46 s 50       | Patricia Darbonville  | 52 s 93      |
| 800 m             | Roger Milhau          | 1 min 48 s 5  | Martine Rooms         | 2 min 5 s 1  |
| 1 500 m           | Francis Gonzalez      | 3 min 37 s 6  | Véronique Renties     | 4 min 14 s 0 |
| 3 000 m           | -                     | -             | Joëlle Debrouwer      | 9 min 9 s 1  |
| 5 000 m           | Jean Conrath          | 13 min 45 s 2 | -                     | -            |
| 10 000 m          | Radhouane Bouster     | 28 min 29 s 7 | -                     | -            |
| 100 m haies       | -                     | -             | Laurence Lebeau       | 13 s 72      |
| 110 m haies       | Emile Raybois         | 14 s 21       | -                     | -            |
| 400 m haies       | Jean-Claude Nallet    | 50 s 19       | Danièle Lairloup      | 58 s 64      |
| 3 000 m steeple   | Jean-Luc Lemire       | 8 min 33 s 8  | -                     | -            |
| Saut en longueur  | Gilbert Zante         | 7,78 m        | Jacqueline Curtet     | 6,62 m       |
| Triple saut       | Jean-Hervé Stievenart | 16,07 m       | -                     | -            |
| Saut en hauteur   | Paul Poaniewa         | 2,22 m        | Florence Picaut       | 1,81 m       |
| Saut à la perche  | Philippe Houvion      | 5,40 m        | -                     | -            |
| Lancer du poids   | Arnjolt Beer          | 18,76 m       | Léone Bertimon        | 16,33 m      |
| Lancer du disque  | Frédéric Piette       | 60,22 m       | Frédérique Despierres | 49,46 m      |
| Lancer du marteau | Philippe Suriray      | 71,54 m       | -                     | -            |
| Lancer du javelot | Penisio Lutui         | 77,10 m       | Nicole Besso          | 49,50 m      |
| Décathlon         | Yves Le Roy           | 7 967 pts     | -                     | -            |
| Pentathlon        | -                     | -             | Florence Picaut       | 4 266 pts    |